# Папа Вигилије
Папа Вигилије (лат. Vigilius; 7. јун 555.) је био 59 папа од 29. марта 537. до 7. јуна 555.